# Kohlenhydrateinheit
Eine Kohlenhydrateinheit (KHE bzw. KE) ist die Berechnungseinheit für den Gehalt bestimmter Kohlenhydrate in Speisen. Sie entspricht 10 Gramm Kohlenhydraten.
Sie ist damit nicht mit der alten Broteinheit zu verwechseln, da diese mit 12 Gramm Kohlenhydraten definiert ist.
Der Vorteil der Kohlenhydrateinheit gegenüber der Broteinheit ist, dass mit 10 g als Berechnungsgrundlage (nicht 12 g wie bei der Broteinheit) dies Berechnungen erleichtert, insbesondere das Kopfrechnen in Spontansituationen. Auch international wird meist die Einheit KE verwendet.

## Verwendung
Kohlenhydrat-Austauschtabellen zeigen, wie viel Gramm eines kohlenhydrathaltigen Lebensmittels einer Kohlenhydrateinheit entsprechen. Diese Übersicht ist für die Bestimmung der Dosis bei einer Insulintherapie erforderlich.
Für eine Kohlenhydrateinheit müssen Diabetiker rund 0,5 bis 2 Einheiten schnell wirksames Korrekturinsulin spritzen. Diese Menge ist jedoch individuell unterschiedlich und hängt zudem von der Tageszeit ab. Der Arzt legt zusammen mit dem Patienten den Korrekturfaktor zu Beginn der Therapie fest.

## Beispiele
Die Angaben an KE sind lediglich als Schätzgrößen zu verwenden, denn der Kohlenhydratgehalt eines Lebensmittels schwankt durchaus um 20 bis 30 Prozent. Fertigprodukte müssen jeweils nach den durchschnittlichen Nährwertangaben des Herstellers auf der Packung pro Portion berechnet werden.
| Lebensmitteltkategorie                | Lebensmittel                           | Menge   |
| ------------------------------------- | -------------------------------------- | ------- |
| Obst                                  | 1 Scheibe Ananas                       | 140 g   |
| Obst                                  | ½ Banane                               | 70 g    |
| Obst                                  | 1 kleiner Apfel bzw. 1 kleine Birne    | 90 g    |
| Obst                                  | 7 EL Blau-/Heidelbeeren                | 140 g   |
| Obst                                  | 1 Port. Kirschen                       | 90 g    |
| Obst                                  | 1 Pfirsich                             | 120 g   |
| Obst                                  | 4 Pflaumen                             | 90 g    |
| Milch und Milchprodukte               | 1 Glas Milch bzw. Buttermilch          | 200 ml  |
| Milch und Milchprodukte               | 1 Glas Joghurt                         | 200 ml  |
| Brot und Backwaren                    | ½ Brötchen                             | 20 g    |
| Brot und Backwaren                    | 1–2 Scheiben Knäckebrot                | 15–25 g |
| Brot und Backwaren                    | 1 Scheibe Weißbrot                     | 20 g    |
| Brot und Backwaren                    | ½ Scheibe Roggenvollkornbrot           | 25 g    |
| Brot und Backwaren                    | 2 Zwiebäcke                            | 15 g    |
| Mehl, Teigwaren und Hülsenfrüchte     | 2 EL Cornflakes                        | 15 g    |
| Mehl, Teigwaren und Hülsenfrüchte     | 1 EL Haferflocken                      | 15 g    |
| Mehl, Teigwaren und Hülsenfrüchte     | 1 EL Paniermehl                        | 15 g    |
| Mehl, Teigwaren und Hülsenfrüchte     | 1 EL Reis, roh                         | 15 g    |
| Mehl, Teigwaren und Hülsenfrüchte     | 2 EL Reis, gekocht                     | 45 g    |
| Mehl, Teigwaren und Hülsenfrüchte     | 1 EL Maismehl                          | 15 g    |
| Mehl, Teigwaren und Hülsenfrüchte     | 1 EL Roggenmehl oder Weizenmehl        | 15 g    |
| Mehl, Teigwaren und Hülsenfrüchte     | 1 EL Hirse                             | 15 g    |
| Kartoffelprodukte und Gemüse          | 1 Kartoffel (hühnereigroß)             | 65 g    |
| Kartoffelprodukte und Gemüse          | 1 Port. Pommes frites                  | 35 g    |
| Kartoffelprodukte und Gemüse          | ½ Knödel                               | 45 g    |
| Kartoffelprodukte und Gemüse          | 3 EL Maiskörner                        | 65 g    |
| Schokolade, Schokoriegel und Pralinen | 1 Riegel Milka Alpenmilch              | 25 g    |
| Schokolade, Schokoriegel und Pralinen | 1 Riegel Duplo, Ferrero                | 18 g    |
| Schokolade, Schokoriegel und Pralinen | 2 Stück Toffifee, August Storck        | 16 g    |
| Schokolade, Schokoriegel und Pralinen | 1 Überraschungsei, Ferrero             | 20 g    |
| Schokolade, Schokoriegel und Pralinen | 2 Stück Mon Chéri, Ferrero             | 20 g    |
| Bonbons, Fruchtgummi und Lakritz      | 2 Stück Campino, August Storck         | 9 g     |
| Bonbons, Fruchtgummi und Lakritz      | 12 Stück Gummibärchen, Haribo          | 12 g    |
| Bonbons, Fruchtgummi und Lakritz      | 5 Streifen Kaugummi                    | 10 g    |
| Bonbons, Fruchtgummi und Lakritz      | 1 Stück Lakritzschnecken, Haribo       | 12 g    |
| Eis und Eisspezialitäten              | ½ Magnum Classic/Mandel/Weiß, Langnese | 40 g    |
| Eis und Eisspezialitäten              | 1 kl. Kugel Speiseeis/Fruchteis        | 50 g    |
| Eis und Eisspezialitäten              | 1 Glas Eiscafé mit Sahne               | 200 ml  |